# Курцобі
Курцобі (груз. კურცობი) — село в Грузії.
За даними перепису населення 2014 року в селі проживає 21 особа.